# 5900 Дженсен
5900 Дженсен (5900 Jensen) — астероїд головного поясу, відкритий 3 жовтня 1986 року.
Тіссеранів параметр щодо Юпітера — 3,153.